# Anita Wagner
Pour les articles homonymes, voir Anita.
Anita Wagner (née Anita Spanner, le 22 décembre 1960 dans le district de Hartberg-Fürstenfeld) est une chanteuse autrichienne.

## Biographie
En 1984, totalement inconnue, Anita participe à la sélection autrichienne pour le Concours Eurovision de la chanson. Grâce à Einfach weg, composée par Brigitte Seuberth et écrite par Walter Müller (de), elle l'emporte devant le duo Gitti et Gary Lux et va au Luxembourg avec Gary Lux comme choriste. Au Concours Eurovision, elle finit à la dernière place sur 19 candidats avec seulement cinq points - un de l'Irlande et quatre du Danemark.
Malgré ce bide, le titre est numéro un en Autriche. Anita fait d'autres disques, sans qu'ils soient des succès. En 1991, elle revient au concours de sélection pour l'Eurovision avec le titre Land in Sicht et finit septième sur dix participants.
Au milieu des années 1990, elle se retire, se marie et devient assistante juridique. Elle a deux enfants et vit à Oberdorf im Burgenland. En 2008, elle fait son retour sur la scène.

## Discographie
Singles
- Einfach weg
- Du hast es geschafft
- Land in Sicht
- Ich hab es gewusst
- Du weckst den Tiger in mir